# Don't Ask Me No Questions
«Don't Ask Me No Questions» es una canción interpretada por la banda estadounidense Lynyrd Skynyrd. Fue publicada en abril de 1974 como sencillo principal de su segundo álbum de estudio, Second Helping.

## Composición y arreglos
La canción fue compuesta en un compás de 4
4 con un tempo moderado de 130 pulsaciones por minuto y está compuesta en la tonalidad de sol mayor. Las voces van desde D4 a G5. Musicalmente, «Don't Ask Me No Questions» ha sido descrita como una canción de swamp rock y blues rock, y presenta un riff de guitarra eléctrica central, una slide guitar con sonido de cuello de botella de blues de Ed King, y un piano acústico de Billy Powell. Esta canción también incluye una sección de vientos.

## Lanzamiento
Cuando se terminó de grabar Second Helping, Pronounced se había convertido en el cuarto álbum más reproducido en la radio FM, siendo «Free Bird» de once minutos el tema más popular. Pero aun así, las ventas del álbum podrían haber sido mejores, un problema atribuido a la falta de un sencillo exitoso. Esto hizo la elección de un sencillo promocional de Second Helping aún más importante. Ronnie Van Zant quería lanzar «Sweet Home Alabama» como el primer sencillo del álbum, pero Al Kooper prefirió lanzar «Don't Ask Me No Questions», pensando que fracasaría si seguía a la canción mucho más fuerte. Lanzado en abril de 1974, «Don't Ask Me No Questions» fracasó estrepitosamente como sencillo.

## Recepción de la crítica
Un escritor no especificado de la revista Cash Box calificó «Don't Ask Me No Questions» como «rock and roll sureño fuerte y estos muchachos lo hacen bien siempre».

## Lista de canciones
- 7-inch single – MCA 40231[5]

1. «Don't Ask Me No Questions» – 3:27
2. «Take Your Time» – 7:28